# San Giovanni Lupatoto
San Giovanni Lupatoto är en ort och kommun i provinsen Verona i regionen Veneto i Italien. Kommunen hade 25 432 invånare (2018).